# Nova Tsjerna
Nova Tsjerna (Bulgaars: Нова Черна 'Nova Cherna'; Roemeens: Turcsmil; Turks: Türk Smil) is een dorp in het noordoosten van Bulgarije. Het dorp is gelegen in de gemeente Toetrakan in de oblast Silistra. Het dorp ligt 40 km ten oosten van Roese en 64 km ten westen van Silistra. Ongeveer 4 km ten noorden van het dorp stroomt de rivier de Donau.

## Geschiedenis
Het dorp is gesticht door Bulgaarse vluchtelingen uit de historische regio Dobroedzja en is vernoemd naar hun oude woonplaats Cerna (thans: Tulcea, Roemenië). Vandaar de naam - Nova Cherna, oftewel Nieuwe Cherna .
Na de val van de Ottomaanse heerschappij op de Balkan in 1877 werd het dorp onderdeel van Vorstendom Bulgarije, maar door het Verdrag van Boekarest (1913) werd het toegekend aan het Koninkrijk Roemenië. Na een korte Bulgaarse heerschappij tijdens de Eerste Wereldoorlog, werd het door krachtens het Verdrag van Neuilly weer teruggegeven aan het Koninkrijk Roemenië. Het Verdrag van Craiova (1940) kende het gebied uiteindelijk toe aan Bulgarije. 

## Bevolking
Op 31 december 1934 telde het dorp Nova Tsjerna 1.357 inwoners. Dit aantal groeide de daaropvolgende jaren continu en verdubbelde bijna tot een maximum van 2.846 personen in 1965. Sinds 1965 loopt het inwonersaantal langzaam maar geleidelijk af. Op 31 december 2020 werden er 1.427 personen in het dorp geregistreerd, een halvering ten opzichte van 2.846 inwoners in 1965.
|  |

Het dorp heeft een gemengde bevolkingssamenstelling: de relatieve meerderheid vormen de etnische Bulgaren (43%), gevolgd door een grote groep van Roma (32%) en Turken (24%).
| Etnische samenstelling van de respondenten (2011) | Etnische samenstelling van de respondenten (2011) | Etnische samenstelling van de respondenten (2011) | Etnische samenstelling van de respondenten (2011) | Etnische samenstelling van de respondenten (2011) |
| ------------------------------------------------- | ------------------------------------------------- | ------------------------------------------------- | ------------------------------------------------- | ------------------------------------------------- |
|                                                   |                                                   |                                                   |                                                   |                                                   |
| Bulgaren                                          | Bulgaren                                          |                                                   | 43,3%                                             | 43,3%                                             |
| Turken                                            | Turken                                            |                                                   | 24,0%                                             | 24,0%                                             |
| Roma                                              | Roma                                              |                                                   | 31,8%                                             | 31,8%                                             |
| Anders/Onbekend                                   | Anders/Onbekend                                   |                                                   | 0,9%                                              | 0,9%                                              |

Antimovo - Belitsa - Brenitsa - Doenavets - Nova Tsjerna - Pozjarevo - Preslavtsi - Sjoementsi - Sjanovo - Staro Selo - Tarnovtsi - Toetrakan - Tsarev Dol - Tsar Samoeil - Varnentsi